# 2025–2026-os spanyol női labdarúgó-bajnokság (első osztály)
A 2025–2026-os spanyol női labdarúgó-bajnokság első osztálya (hivatalos nevén: Primera División, vagy Finetwork Liga F) a spanyol női országos bajnokságok 38. szezonja. A kiírást tizenhat csapat részvételével rendeztik.

## A bajnokság csapatai

### Csapatváltozások
| Kiesett a másodosztályba | Feljutott az első osztályba |
| ------------------------ | --------------------------- |
| Real Betis Valencia      | Alhama CF Logroño           |

### Csapatok adatai
| Klub                | Település        | Stadion                      | Férőhely | Vezetőedző     | 2025–26-os helyezés |
| ------------------- | ---------------- | ---------------------------- | -------- | -------------- | ------------------- |
| Alhama CF           | Alhama de Murcia | Deportivo del Guadalentín    | 1 500    | Daniel Álvarez | 1. 1ª RFEF          |
| Athletic Bilbao     | Bilbao           | Lezama Sportközpont          | 3 200    |                | 4.                  |
| Atlético Madrid     | Madrid           | Wanda Alcalá de Henares      | 2 700    | Víctor Martín  | 3.                  |
| Barcelona           | Barcelona        | Johan Cruijff Stadion        | 6 000    | Pere Romeu     | 1.                  |
| Deportivo La Coruña | Abegondo         | Cidade Deportiva de Abegondo | 1 000    | Fran Alonso    | 14.                 |
| Eibar               | Eibar            | Instalaciones de Unbe        | 1 000    | Yerai Martín   | 8.                  |
| Espanyol            | Barcelona        | Ciudad Esportiva Dani Jarque | 1 500    | Sara Monforte  | 11.                 |
| Granada             | Granada          | Ciudad Deportiva del Granada | 600      | Irene Ferreras | 5.                  |
| Levante             | Valencia         | Ciudad Deportiva de Buñol    | 600      | Ángel Saiz     | 12.                 |
| Levante Badalona    | Sant Joan Despí  | Municipal Badalona           | 4 170    | Ana Junyent    | 13.                 |
| Madrid CFF          | Madrid           | Nuevo Matapiñonera           | 3 000    | Juanjo Vila    | 10.                 |
| Logroño             | Logroño          | Estadio Las Gaunas           | 15 902   | Héctor Blanco  | 4. 1ª RFEF          |
| Real Madrid         | Madrid           | Alfredo Di Stéfano stadion   | 6 000    |                | 2.                  |
| Real Sociedad       | San Sebastián    | Instalaciones de Zubieta     | 2 500    | Arturo Ruíz    | 7.                  |
| Sevilla             | Sevilla          | Estadio Jesús Navas          | 7 500    | David Losada   | 9.                  |
| UDG Tenerife        | Adeje            | Campo de Fútbol de Adeje     | 1 100    | Eder Maestre   | 6.                  |

### Vezetőedző váltások
| Csapat          | Távozó edző       | Ok               | Dátum             | Poz. | Érkező edző    | Dátum           |
| --------------- | ----------------- | ---------------- | ----------------- | ---- | -------------- | --------------- |
| Real Sociedad   | José Luis Sánchez | közös megegyezés | 2025. április 16. | –    | Arturo Ruiz    | 2025. május 28. |
| Granada         | Arturo Ruiz       | szerződés vége   | 2025. május 15.   | –    | Irene Ferreras | 2025. május 15. |
| Athletic Bilbao | David Aznar       | szerződés vége   | 2025. május 20.   | –    |                |                 |
| Real Madrid     | Alberto Toril     | szerződés vége   | 2025. május 29.   | –    |                |                 |

## Tabella
| Hely. | Csapat              | M | Gy | D | V | G+ | G– | Gk | P | Megjegyzés                   |
| ----- | ------------------- | - | -- | - | - | -- | -- | -- | - | ---------------------------- |
| 1.    | Alhama CF Ú         | 0 | 0  | 0 | 0 | 0  | 0  | 0  | 0 | Bajnokok Ligája (csoportkör) |
| 2.    | Athletic Bilbao     | 0 | 0  | 0 | 0 | 0  | 0  | 0  | 0 | Bajnokok Ligája (2. forduló) |
| 3.    | Atlético Madrid     | 0 | 0  | 0 | 0 | 0  | 0  | 0  | 0 | Bajnokok Ligája (2. forduló) |
| 4.    | Barcelona CV        | 0 | 0  | 0 | 0 | 0  | 0  | 0  | 0 |                              |
| 5.    | Deportivo La Coruña | 0 | 0  | 0 | 0 | 0  | 0  | 0  | 0 |                              |
| 6.    | Eibar               | 0 | 0  | 0 | 0 | 0  | 0  | 0  | 0 |                              |
| 7.    | Espanyol            | 0 | 0  | 0 | 0 | 0  | 0  | 0  | 0 |                              |
| 8.    | Granada             | 0 | 0  | 0 | 0 | 0  | 0  | 0  | 0 |                              |
| 9.    | Levante Badalona    | 0 | 0  | 0 | 0 | 0  | 0  | 0  | 0 |                              |
| 10.   | Levante             | 0 | 0  | 0 | 0 | 0  | 0  | 0  | 0 |                              |
| 11.   | Logroño Ú           | 0 | 0  | 0 | 0 | 0  | 0  | 0  | 0 |                              |
| 12.   | Madrid CFF          | 0 | 0  | 0 | 0 | 0  | 0  | 0  | 0 |                              |
| 13.   | Real Madrid         | 0 | 0  | 0 | 0 | 0  | 0  | 0  | 0 |                              |
| 14.   | Sevilla             | 0 | 0  | 0 | 0 | 0  | 0  | 0  | 0 |                              |
| 15.   | Real Sociedad       | 0 | 0  | 0 | 0 | 0  | 0  | 0  | 0 | 1ª RFEF                      |
| 16.   | UDG Tenerife        | 0 | 0  | 0 | 0 | 0  | 0  | 0  | 0 | 1ª RFEF                      |

### Helyezések fordulónként
| Csapat ╲ Forduló    | 1         | 2 | 3 | 4 | 5 | 6 | 7 | 8 | 9 | 10 | 11 | 12 | 13 | 14 | 15 | 16 | 17 | 18 | 19 | 20 | 21 | 22 | 23 | 24 | 25 | 26 | 27 | 28 | 29 | 30 |
| ------------------- | --------- | - | - | - | - | - | - | - | - | -- | -- | -- | -- | -- | -- | -- | -- | -- | -- | -- | -- | -- | -- | -- | -- | -- | -- | -- | -- | -- |
| Csapat ╲ Forduló    | Alhama CF |   |   |   |   |   |   |   |   |    |    |    |    |    |    |    |    |    |    |    |    |    |    |    |    |    |    |    |    |    |
| Athletic Bilbao     |           |   |   |   |   |   |   |   |   |    |    |    |    |    |    |    |    |    |    |    |    |    |    |    |    |    |    |    |    |    |
| Atlético Madrid     |           |   |   |   |   |   |   |   |   |    |    |    |    |    |    |    |    |    |    |    |    |    |    |    |    |    |    |    |    |    |
| Barcelona           |           |   |   |   |   |   |   |   |   |    |    |    |    |    |    |    |    |    |    |    |    |    |    |    |    |    |    |    |    |    |
| Deportivo La Coruña |           |   |   |   |   |   |   |   |   |    |    |    |    |    |    |    |    |    |    |    |    |    |    |    |    |    |    |    |    |    |
| Eibar               |           |   |   |   |   |   |   |   |   |    |    |    |    |    |    |    |    |    |    |    |    |    |    |    |    |    |    |    |    |    |
| Espanyol            |           |   |   |   |   |   |   |   |   |    |    |    |    |    |    |    |    |    |    |    |    |    |    |    |    |    |    |    |    |    |
| Granada             |           |   |   |   |   |   |   |   |   |    |    |    |    |    |    |    |    |    |    |    |    |    |    |    |    |    |    |    |    |    |
| Levante Badalona    |           |   |   |   |   |   |   |   |   |    |    |    |    |    |    |    |    |    |    |    |    |    |    |    |    |    |    |    |    |    |
| Levante             |           |   |   |   |   |   |   |   |   |    |    |    |    |    |    |    |    |    |    |    |    |    |    |    |    |    |    |    |    |    |
| Logroño             |           |   |   |   |   |   |   |   |   |    |    |    |    |    |    |    |    |    |    |    |    |    |    |    |    |    |    |    |    |    |
| Madrid CFF          |           |   |   |   |   |   |   |   |   |    |    |    |    |    |    |    |    |    |    |    |    |    |    |    |    |    |    |    |    |    |
| Real Madrid         |           |   |   |   |   |   |   |   |   |    |    |    |    |    |    |    |    |    |    |    |    |    |    |    |    |    |    |    |    |    |
| Sevilla             |           |   |   |   |   |   |   |   |   |    |    |    |    |    |    |    |    |    |    |    |    |    |    |    |    |    |    |    |    |    |
| Real Sociedad       |           |   |   |   |   |   |   |   |   |    |    |    |    |    |    |    |    |    |    |    |    |    |    |    |    |    |    |    |    |    |
| UDG Tenerife        |           |   |   |   |   |   |   |   |   |    |    |    |    |    |    |    |    |    |    |    |    |    |    |    |    |    |    |    |    |    |